# Francesco Colasuonno
Francesco Colasuonno (n. 2 ianuarie 1925, Grumo Appula, Apulia, Italia – d. 31 mai 2003, Grumo Appula, Apulia, Italia) a fost un prelat italian al Bisericii Catolice, care a servit ca diplomat al Vaticanului timp de mai mult de două decenii. El a avut titlul personal de arhiepiscop și la sfârșitul serviciului său a devenit cardinal.

## Biografie
Colasuonno s-a născut în Grumo Appula, Bari, Italia. El a fost hirotonit preot pe 28 septembrie 1947 de către arhiepiscopul Marcello Mimmi de Bari (-Canosa) și apoi a predat mai mult de un deceniu la Seminarul Teologic din Bari, obținând în această perioadă doctorate în teologie și drept canonic.
El a activat în cadrul Secretariatului de Stat al Sfântului Scaun începând din 1958 și apoi în corpul diplomatic al Vaticanului. După ce a efectuat misiuni diplomatice în Statele Unite ale Americii din 1962 până în 1967 și apoi în India și Taiwan, a îndeplinit funcțiile de delegat apostolic în Mozambic (6 decembrie 1974 - 7 martie 1981), pronunțiu apostolic în Zimbabwe (7 martie 1981 - 8 ianuarie 1985), pronunțiu apostolic în Iugoslavia (8 ianuarie 1985 - 9 aprilie 1986), nunțiu apostolic în Polonia și trimis special pentru Europa de Est (9 aprilie 1986 - 15 martie 1990), delegat apostolic în Uniunea Sovietică (și apoi în Federația Rusă) (15 martie 1990 - 12 noiembrie 1994) și nunțiu apostolic în Italia (12 noiembrie 1994 - 21 februarie 1998), cumulând și funcția de nunțiu apostolic în San Marino (22 aprilie 1995 - 21 februarie 1998). El a fost primul delegat apostolic în Mozambic și primul nunțiu papal în Uniunea Sovietică. 
Activitatea sa în Europa de Est a coincis cu interesul special al Vaticanului față de această regiune sub papa Ioan Paul al II-lea și cu destrămarea Uniunii Sovietice și a Pactului de la Varșovia. O mare parte a activității sale a fost reprezentată de localizarea comunităților de credincioși catolici care au supraviețuit sub comunism și de convingerea guvernelor să-i permită Vaticanului să restabilească parohii și mai ales să numească episcopi. După mai mulți ani de negocieri, el a consacrat trei episcopi în Cehoslovacia în 1988. Pentru a-i localiza pe catolicii din Vladivostok, el a mers în jurul orașului în sutană pentru a fi cunoscut.
El a fost numit arhiepiscop titular de Truentum în 6 decembrie 1974 și consacrat ca episcop pe 9 februarie 1975 de către cardinalul Corrado Ursi, arhiepiscop de Napoli, asistat de arhiepiscopul Duraisamy Simon Lourdusamy, funcționar în Congregația pentru Evanghelizarea Popoarelor, și de Anastasio Alberto Ballestrero, arhiepiscop de Bari (-Canosa). Papa Ioan Paul al II-lea l-a făcut cardinal-diacon de Sant’Eugenio în consistoriul din 21 februarie 1998 și i-a oferit bereta roșie pe 29 noiembrie 1998. El s-a retras din activitatea diplomatică în același an.
A consacrat mai mulți episcopi în cursul timpului, printre care și pe episcopii români György-Miklós Jakubínyi (29 aprilie 1990) și Pál Reizer (1 mai 1990), și a participat la consacrarea altor episcopi printre care Januariusz Mikołaj Bolonek (20 octombrie 1989) și John Bukovsky (13 octombrie 1990), ambii nunții apostolici în România.
A murit în orașul său natal, Grumo Appula, pe 31 mai 2003. El a fost înmormântat în Biserica Santa Maria Assunta din Bari.